# Dendromecon harfordii
Dendromecon harfordii är en vallmoväxtart som beskrevs av Albert Kellogg. Dendromecon harfordii ingår i släktet Dendromecon och familjen vallmoväxter. Inga underarter finns listade i Catalogue of Life.

## Bildgalleri

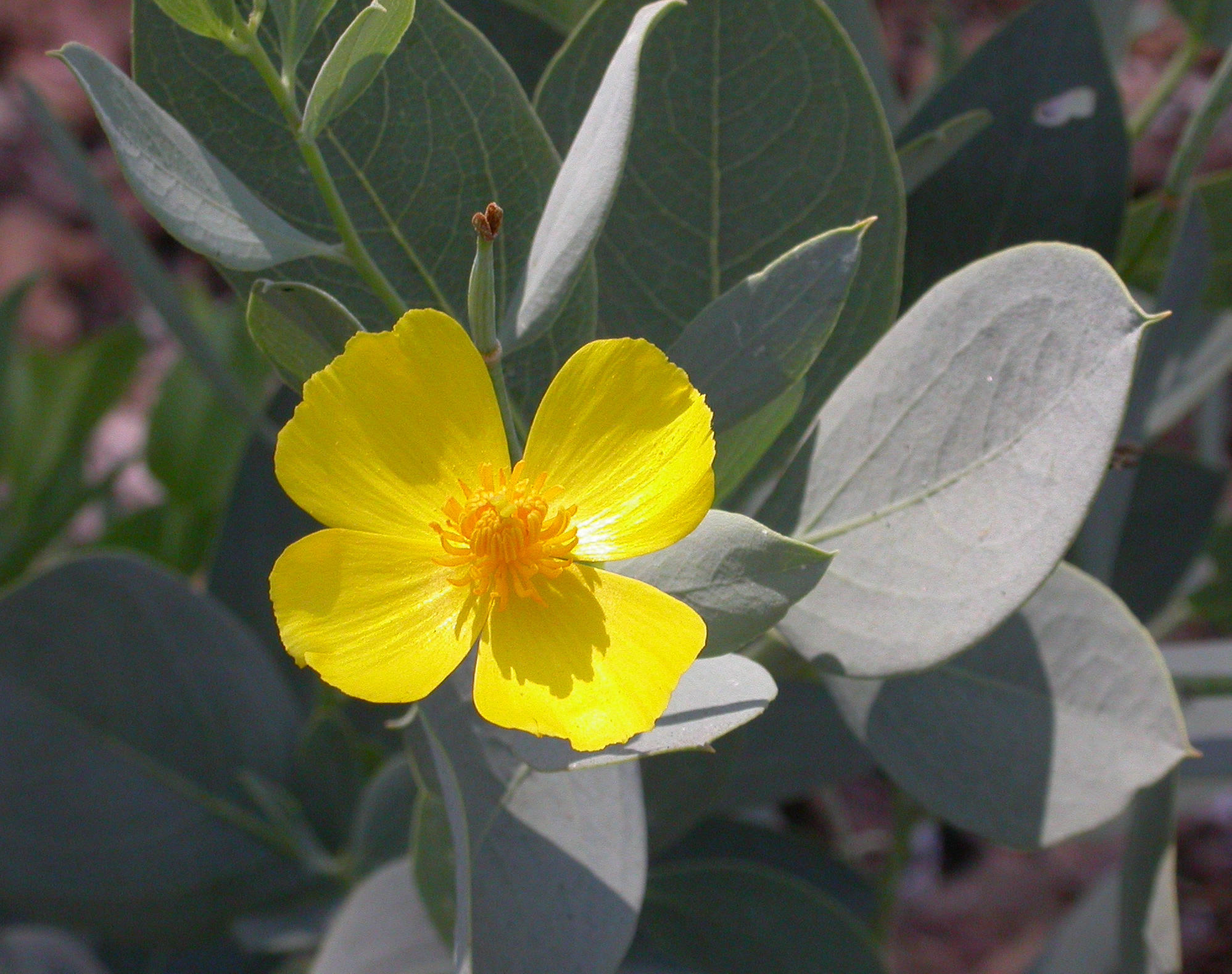